# Blennioclinus stella
Blennioclinus stella е вид бодлоперка от семейство Clinidae. Видът не е застрашен от изчезване.

## Разпространение
Разпространен е в Южна Африка.

## Описание
На дължина достигат до 5 cm.